# بنك التصدير والاستيراد السعودي
بنك التصدير والاستيراد السعودي هو بنك سعودي، تأسس في 18 فبراير عام 2020م، برأس مال 30 مليار ريال، يرأس مجلس إدارته بندر بن إبراهيم الخريف وزير الصناعة والثروة المعدنية ، ويختص البنك بتمويل وتأمين الصادرات السعودية، لرفع مستوى قدرتها على التنافس في الأسواق العالمية.

## التاريخ
تمت الموافقة على تنظيم بنك التصدير والاستيراد السعودي بموجب الأمر الملكي رقم (423) وتاريخ 24-06-1441هـ الموافق 18-02-2020مـ بهدف تعزيز تنمية الصادرات السعودية وتنويعها وزيادة قدرتها على التنافس في الأسواق العالمية في مختلف القطاعات، وذلك من خلال توفير خدمات تمويل الصادرات، والضمانات، وتأمين ائتمان الصادرات بمزايا تنافسية، لتعزيز الثقة في الصادرات السعودية، ودخولها لأسواق جديدة، والحد من أخطار عدم سداد مستورديها. كما يهدف البنك إلى تقديم تسهيلات ائتمانية لاستيراد المواد الخام بهدف خلق قيمة مضافة لها وإعادة تصديرها.
يأتي تأسيس البنك لتلبية أهداف ومرتكزات رؤية المملكة 2030 المعنية بزيادة نسبة الصادرات غير النفطية إلى الناتج الإجمالي المحلي غير النفطي.

## الاختصاص
يعمل بنك التصدير والاستيراد السعودي منذ تأسيسه على تنفيذ اختصاصاته الفنية والإدارية المنصوص عليها في تنظيمه، وأبرزها ما يأتي:
1. تعزيز تنمية الصادرات السعودية وتنويعها وزيادة قدرتها على التنافس في الأسواق العالمية في مختلف القطاعات، وذلك من خلال توفير خدمات تمويل الصادرات والضمانات وتأمين ائتمان الصادرات وغيرها من أشكال التسهيلات الائتمانية للمستفيدين بمزايا تنافسية.
2. تقديم المشورة المالية أو الاقتصادية أو الفنية للمستفيدين.
3. توفير أفضل الحلول والخدمات التي تسهم في تعزيز الصادرات السعودية من خلال عقد الشراكات مع الجهات المحلية والدولية في القطاعين العام والخاص.
4. التعاون والعمل مع البنوك التجارية والمؤسسات المالية المحلية والدولية من أجل تقديم خدمات مالية متكاملة لتمويل الصادرات.
5. دراسة ومتابعة تطورات خدمات تمويل الصادرات والضمان وتأمين ائتمان الصادرات دولياً، وتحديد أفضل الممارسات والمعايير من أجل تحسين خدماته
6. عقد اللقاءات والندوات، وتنظيم جلسات العمل في مجال أعماله.
7. إجراء البحوث والدراسات اللازمة في الموضوعات ذات الصلة بأهدافه.
8. الإسهام في تدريب القدرات والكوادر الوطنية في مجال عمله، وتطويرها.

## الأهداف
1. مضاعفة تمويل المصدرين السعوديين والمشترين الدوليين للسلع والخدمات غير النفطية.
2. تمكين البنوك والمؤسسات المالية السعودية عبر خدمات التأمين والضمانات.
3. تنمية الدراية المالية ومستوى المصدرين السعوديين.
4. التأثير الواقعي على اقتصاد المملكة العربية السعودية.

## تطوير

### اتحاد بيرن
في عام 2021م أعلن بنك التصدير والإستيراد السعودي عن إنضمامه إلى «اتحاد بيرن»، المنظمة العالمية الرائدة في التأمين على عمليات التصدير العالمية والإستثمار. ويشكل إنضمام البنك إلى الاتحاد علامة فارقة فيما يتعلق بدوره المحوري في تعزيز تنافسية تصدير المنتجات والخدمات السعودية، كما يبرز تنامي الإمكانات والفرص المتاحة في قطاع التجارة السعودي.
ويوفر إنضمام البنك إلى الاتحاد منصة فريدة لبناء الشراكات مع المؤسسات الرائدة لمجابهة المشاكل المتعلقة بقطاع ائتمان الصادرات، كما يتسق مع هدف البنك المتمثل في تنمية تصدير المنتجات الوطنية عبر عقد شراكات مع المؤسسات والمنظمات التمويلية الوطنية والدولية.

### بنك «إتش إس بي سي» الشرق الأوسط (HSBC)
في نوفمبر 2021م أعلن بنك التصدير والإستيراد السعودي عن توقيع مذكرة تفاهم مع بنك «إتش إس بي سي» الشرق الأوسط (HSBC)، والبنك السعودي البريطاني (SABB) تتيح المزيد من أوجه التعاون في تقديم التسهيلات الإئتمانية لدعم تصدير المنتجات والخدمات السعودية ودخولها للأسواق الإقليمية والعالمية.
تهدف مذكرة التفاهم إلى الإستفادة من الخبرات الدولية التي تمتلكها البنوك الثلاثة في دعم المصدرين المحليين وتسهيل أعمالهم من خلال خدمات التأمين على الإئتمان ضد المخاطر التجارية وغير التجارية، وتوفير التمويل وائتمان المشتري في حال التعاقدات الدولية، وتمويل المشاريع، والتمويل المباشر للأعمال الصغيرة والمتوسطة، وخطابات الضمان، بجانب تشجيع نقل المعرفة بين الأطراف المعنية وتنظيم الأنشطة ذات الصلة، ومشاركة معلومات الأسواق والتقارير الدولية التي تبرز المخاطر التجارية والسياسية المحيطة بأنشطة التجارة العالمية.

## وصلات خارجية
- الموقع الرسمي